# Atmačići
Atmačići (en serbe cyrillique : Атмачићи) est un village de Bosnie-Herzégovine. Il est situé dans la municipalité d'Ugljevik et dans la république serbe de Bosnie. Selon les premiers résultats du recensement bosnien de 2013, il compte 507 habitants.

## Démographie

### Répartition de la population par nationalités (1991)
En 1991, le village comptait 566 habitants, répartis de la manière suivante :

### Communauté locale
En 1991, la communauté locale formée par les villages d'Atmačići et de Janjari comptait 1 217 habitants, dont 1 185 Musulmans-Bosniaques (97,37 %).